# Hylogomphus abbreviatus
Hylogomphus abbreviatus is een echte libel uit de familie van de rombouten (Gomphidae).
De wetenschappelijke naam van de soort werd in 1878 als Gomphus abbreviatus gepubliceerd door Hermann August Hagen.
De soort staat op de Rode Lijst van de IUCN als niet bedreigd, beoordelingsjaar 2007; de trend van de populatie is volgens de IUCN stabiel.